# Angèle Vannier
Pour les articles homonymes, voir Vannier.
Angèle Vannier, née le 12 août 1917 à Saint-Servan (aujourd'hui annexée à Saint-Malo, Ille-et-Vilaine) et morte le 2 décembre 1980 à Bazouges-la-Pérouse, est une poétesse française. 

## Biographie
Angèle Vannier passe sa petite enfance à Bazouges-la-Pérouse chez sa grand-mère, avant de rejoindre ses parents à Rennes à 8 ans, ville où elle fait ses études. 
Alors qu'elle est étudiante en pharmacie, elle devient aveugle en 1938  à 22 ans, à la suite de la formation d'un glaucome et revient vivre à Bazouges-la-Pérouse. 
Elle n'a alors de cesse de soigner son mal par les mots. « Je pris la nuit comme un bateau la mer » dira-t-elle dans son recueil Le sang des nuits. Elle envoie ses poèmes au journal Le Goëland où elle est découverte par Théophile Briant (1891-1956) qui l'encourage à libérer en elle un imaginaire celtique. Ses œuvres deviendront plus abstraites et intérieures par la suite.  
Elle participe quelque temps aux émissions de radio de Per-Jakez Hélias, puis part vivre à Paris. En 1950, elle écrit un poème intitulé Le Chevalier de Paris qui est mis en musique par Philippe Gérard. Chantée par la suite par Édith Piaf, cette chanson reçoit le premier prix de la chanson française. Elle est reprise notamment par Yves Montand, Catherine Sauvage, puis Frank Sinatra (avec des paroles anglaises de Johnny Mercer, sans rapport avec le texte original), Marlène Dietrich et Bob Dylan.  
Elle rencontre cette année-là Paul Éluard et le surréalisme, qui l'influence beaucoup dans l'écriture de son second ouvrage L'Arbre à feu. En 1950 et 1951 elle réalise des émissions radiophoniques pour la Radiodiffusion française ; en 1970 une émission pour France Culture
En 1973, elle se réinstalle dans sa maison de Bazouges-la-Pérouse. Elle y créera le spectacle La Vie tout entière avec le harpiste Myrdhin qui sera joué à travers l'Europe.
En 1980, elle entreprend un voyage à l'étranger, se rendant à Erlangen, à Berlin et en Turquie. Elle meurt une quinzaine de jours après ce voyage.

## Œuvres
- Les Songes de la lumière et de la brume, Éditions Savel, préface de Théophile Briant, 1947
- L'Arbre à feu, Éditions Le  Goéland, préface de Paul Éluard, illustré de quatre compositions de Claude Roederer, 1950
- Avec la permission de Dieu, Seghers, 1953
- À Hauteur d'ange, La maison du poète, 1955
- Choix de poèmes, Seghers, 1961 prix Valentine-de-Wolmar de l'Académie française en 1963
- Le Sang des nuits, Seghers, postface d'André Guimbretière, 1966
- La Nuit ardente, Flammarion, 1969 (roman)
- Théâtre blanc, Rougerie, 1970
- Le Rouge cloître, Rougerie, 1972
- L'Âtre utérin, revue Clivages no 2, 1974
- Profil de l'énigme ou Femme pluriel, revue Nard no 6, 1975
- Ordination de la mémoire, Rougerie, 1976
- Poésie verticale I, Éditions Roche sauve, 1976
- Poésie verticale II, Éditions Roche sauve, 1977
- L'Écharpe rouge et les chiens bleus, revue l'Immédiate no 10, 1977
- Otage de la nuit (essai) suivi de Parcours de la nuit (poèmes), Éditions Librairie bleue, 1978.
- Brocéliande que veux-tu ?, Rougerie, 1978
- Dites-moi vous, Juan, revue Europe, 1981, réédité en 2012, Éditions La part Commune
- Poèmes choisis, anthologie 1947-1978, Rougerie, 1990

## Hommages
En 1979, la poétesse Jeanne Bluteau lui consacre un poème de son recueil Petite Navigation celtique. 
Ont été nommés en son honneur, en Ille-et-Vilaine : 
- un collège à Saint-Brice-en-Cogles,
- une école à Saint-Malo,
- la bibliothèque municipale de Bazouges-la-Pérouse,
- un centre d'éducation sensorielle pour déficients visuels et aveugles à Rennes,
- une rue à Saint-Erblon.
- une rue à Rennes.

Le poète, compositeur et chanteur Paul Dirmeikis a mis en chanson quelques poèmes d'Angèle Vannier.
Lors de son assemblée générale en novembre 2014 à Saint-Brice-en-Coglès (Ille-et-Vilaine), l'AEB (Association des écrivains bretons) a annoncé que son prix annuel de poésie portera le nom de Prix Angèle-Vannier. Trois prix Angèle-Vannier ont été décernés : à Robert Nédélec en 2015 (pour Plein champ, éditions Aspect), à Gérard Cléry en 2016 (pour Roi nu(l), Librairie-Galerie Racine), à Max Alhau en 2017 (pour Si loin qu'on aille, éditions L'Herbe qui tremble).

## Sources bibliographiques
- « Angèle Vannier », dans Ille-et-Vilaine, encyclopédie Bonneton, Éditions Bonneton, 1999, p. 210.
- Nicole Laurent-Catrice, Angèle Vannier et la Bretagne, Blanc Silex, 2004.
- Dominique Bodin et Françoise Coty, Angèle Vannier (1917-1980). La traversée ardente de la nuit, Éditions Cristel, 2016, 310 p.
- Anne-Marie Suire, Présence de la Nuit, une lecture de l’œuvre poétique d'Angèle Vannier, 1917-1980, Éditions Clapas, 2016.
- Nicole Laurent-Catrice, Demeure d'Angèle Vannier, suivi de Douze poèmes d'Angèle Vannier, Les Éditions Sauvages, coll. « La Pensée sauvage », 2017
- Guy Allix, En chemin avec Angèle Vannier (Quelques pas incertains dans l'énigme), Éditions Unicité, 2018
- Angèle Vannier : "Je n'ai jamais vu plus beau visage que sa voix", France Culture, émission "L'expérience", samedi 22 juin 2024